# Javi Navarro
Francisco Javier Vicente Navarro, más conocido como Javi Navarro (Valencia, España, 6 de febrero de 1974), es un exfutbolista español que jugaba de defensa.

## Valencia CF
Formado en la cantera del Valencia CF, Javi Navarro debutó con el primer equipo durante la temporada 1993/94, en el Estadio de Anoeta de San Sebastián durante un Real Sociedad-Valencia CF de Primera División, choque en el que los visitantes ganaron por 0-2, esta misma temporada disputó cuatro partidos más con el primer equipo.
La siguiente campaña fue cedido al CD Logroñés -por entonces en Primera División- dónde disputó un total de 15 partidos.
Regresó a Valencia la Liga 1995/96 en la que fue utilizado frecuentemente por su entrenador Luis Aragonés, esa campaña se proclamó subcampeón de liga con un equipo formado por jugadores como: Predrag Mijatović, Fernando Gómez Colomer.
El año siguiente debido a la destitución de Aragonés ya empezada la temporada seguiría gozando de minutos pero en menor cantidad, aun así dejó pantente su calidad haciendo buenos partidos destacando uno en especial con un marcaje agobiante a Klinsmann en la eliminatoria de la Copa de la UEFA contra el Bayern de Múnich. 
En diciembre de 1997 sufrió una grave lesión que cortó su progresión incluso llegando a peligrar para el la práctica del fútbol.

## Recuperación
Tuvo varias intervenciones donde estuvo 3 años fuera de los terrenos de juego. En junio de 1999 pese a estar 1 año lesionado viaja con la expedición valencianista a la final de la Copa del Rey en el estadio de la Cartuja (Sevilla), dónde recibió dicho título junto a sus compañeros. 
Su recuperación fue muy dura pues tuvo que jugar en el filial valenciano en la Segunda División B para recuperar el ritmo de competición dónde coincidió con otro veterano che en la defensa, Francisco Camarasa. 
En verano del año 2000 está recuperado para la práctica del fútbol profesional, pero al no contar con la confianza del técnico Héctor Cuper para la temporada siguiente se marcha en calidad de cedido al Elche CF donde cuaja una temporada magnífica, que no pasó desapercibido para el ojo de Monchi, director de la secretaría técnica del Sevilla FC, que negoció la carta de libertad con el Valencia CF, y en el verano de 2001 firmó por el club hispalense.

## Sevilla FC
En Sevilla logró convertirse en el líder de la zaga junto a Pablo Alfaro durante seis temporadas, llegando a ostentar la capitanía del equipo. En este período conquistó dos Copas de la UEFA (2006 y 2007), una Supercopa de Europa (2007) y una Copa del Rey (2007).
En el 2005 el Comité de Competición de la Federación Española de Fútbol (RFEF) lo sancionó con cinco partidos de suspensión por el codazo en la mandíbula que propinó al delantero venezolano del Mallorca, Juan Arango, quien quedó inconsciente y convulsionando en el terreno, y fue llevado rápidamente a un hospital. El venezolano sufrió cortadura y desprendimiento del labio, que ameritó 40 puntos de sutura, parada cardiorespiratoria, fractura de hueso malar y de pómulo y estuvo tres días en terapia intensiva asistido con respiración mecánica. Arango retornó a las canchas al mes del incidente. El árbitro del encuentro, sin embargo, sólo mostró tarjeta amarilla a Navarro, caso que fue denunciado por el Mallorca y revisado por la RFEF, la cual sentenció a Navarro con suspensión por cinco partidos. El árbitro no fue amonestado. Durante los meses siguientes, Navarro fue duramente criticado por los medios de comunicación e insultado en numerosos estadios.
La final de la Copa del Rey jugada el 23 de junio de 2007, fue el último partido que pudo disputar como profesional, antes de caer gravemente lesionado en la rodilla derecha. La lesión ya no le permitió participar en la Supercopa de España, que el Sevilla conquistó ante el Real Madrid en agosto de 2007.
Tras prácticamente dos años apartado de los terrenos de juego, intentando infructuosamente su recuperación, el 19 de mayo de 2009 anunció oficialmente su retirada.
A partir de la Temporada 2010/11 trabajó como ayudante de Gregorio Manzano en el banquillo sevillista.
Hasta que llegó Marcelino García Toral en la temporada 2011/2012 en la que siguió ayudando a Marcelino.
En esa misma temporada Marcelino es cesado y contratan a José Miguel González "Michel" al que siguió ayudando. Esta sería su última temporada en el Sevilla ya que el 22 de mayo de 2012 se conoció su salida del club de Nervión tras 12 años.

## Selección nacional
El 15 de noviembre de 2006 debutó como internacional absoluto con la selección española en un partido amistoso disputado en Cádiz, en el estadio Ramón de Carranza ante la selección de Rumania, con resultado de 0-1 a favor de los rumanos gracias a un solitario gol de Ciprian Marica. Disputó los 90 minutos y llevó el dorsal número 2.
Es el tercer jugador con más edad en debutar con la selección española, con 32 años.

## Clubes
| Club                    | País   | Año       |
| ----------------------- | ------ | --------- |
| Valencia CF             | España | 1993-1994 |
| Club Deportivo Logroñés | España | 1994-1995 |
| Valencia CF             | España | 1995-2000 |
| Elche CF                | España | 2000-2001 |
| Sevilla FC              | España | 2001-2009 |

## Palmarés

### Campeonatos nacionales
| Título              | Club        | País   | Año  |
| ------------------- | ----------- | ------ | ---- |
| Copa del Rey        | Valencia CF | España | 1999 |
| Copa del Rey        | Sevilla FC  | España | 2007 |
| Supercopa de España | Sevilla FC  | España | 2007 |

### Copas internacionales*
| Título              | Equipo (*) | País   | Año  |
| ------------------- | ---------- | ------ | ---- |
| Copa de la UEFA     | Sevilla FC | España | 2006 |
| Supercopa de Europa | Sevilla FC | España | 2006 |
| Copa de la UEFA     | Sevilla FC | España | 2007 |